# Castelnuovo Belbo
Castelnuovo Belbo – miejscowość i gmina we Włoszech, w regionie Piemont, w prowincji Asti.
Według danych na styczeń 2009 gminę zamieszkiwało 899 osób przy gęstości zaludnienia 95,3 os./1 km².